# Evan Bayh
Birch Evans „Evan” Bayh III (ur. 26 grudnia 1955) – amerykański polityk, senator ze stanu Indiana (wybrany w 1998 i ponownie w 2004), członek Partii Demokratycznej. W latach 1989–1997 gubernator stanu Indiana. Uważany za jednego z potencjalnych kandydatów w wyborach prezydenckich roku 2008, dopóki 15 grudnia 2006 nie oznajmił, iż nie będzie się starać o nominację.